# Lauret (Hérault)
Lauret (okzitanisch gleichlautend) ist eine französische Gemeinde mit 621 Einwohnern (Stand: 1. Januar 2022) im Département Hérault in der Region Okzitanien; sie gehört zum Arrondissement Lodève und zum Kanton Lodève. Die Einwohner werden Laurétains genannt.

## Geographie
Die Gemeinde Lauret liegt am Südrand der Cevennen am Oberlauf des Brestalou, etwa 24 Kilometer nördlich von Montpellier. Umgeben wird Lauret von den Nachbargemeinden Claret im Westen und Norden, Sauteyrargues im Osten sowie Valflaunès im Süden.

## Bevölkerungsentwicklung
| Jahr                       | 1962 | 1968 | 1975 | 1982 | 1990 | 1999 | 2011 | 2020 |
| Einwohner                  | 167  | 166  | 147  | 169  | 224  | 426  | 562  | 632  |
| Quellen: Cassini und INSEE |      |      |      |      |      |      |      |      |

## Sehenswürdigkeiten
- Kirche Saint-Brice
- Reste des Oppidums Matane

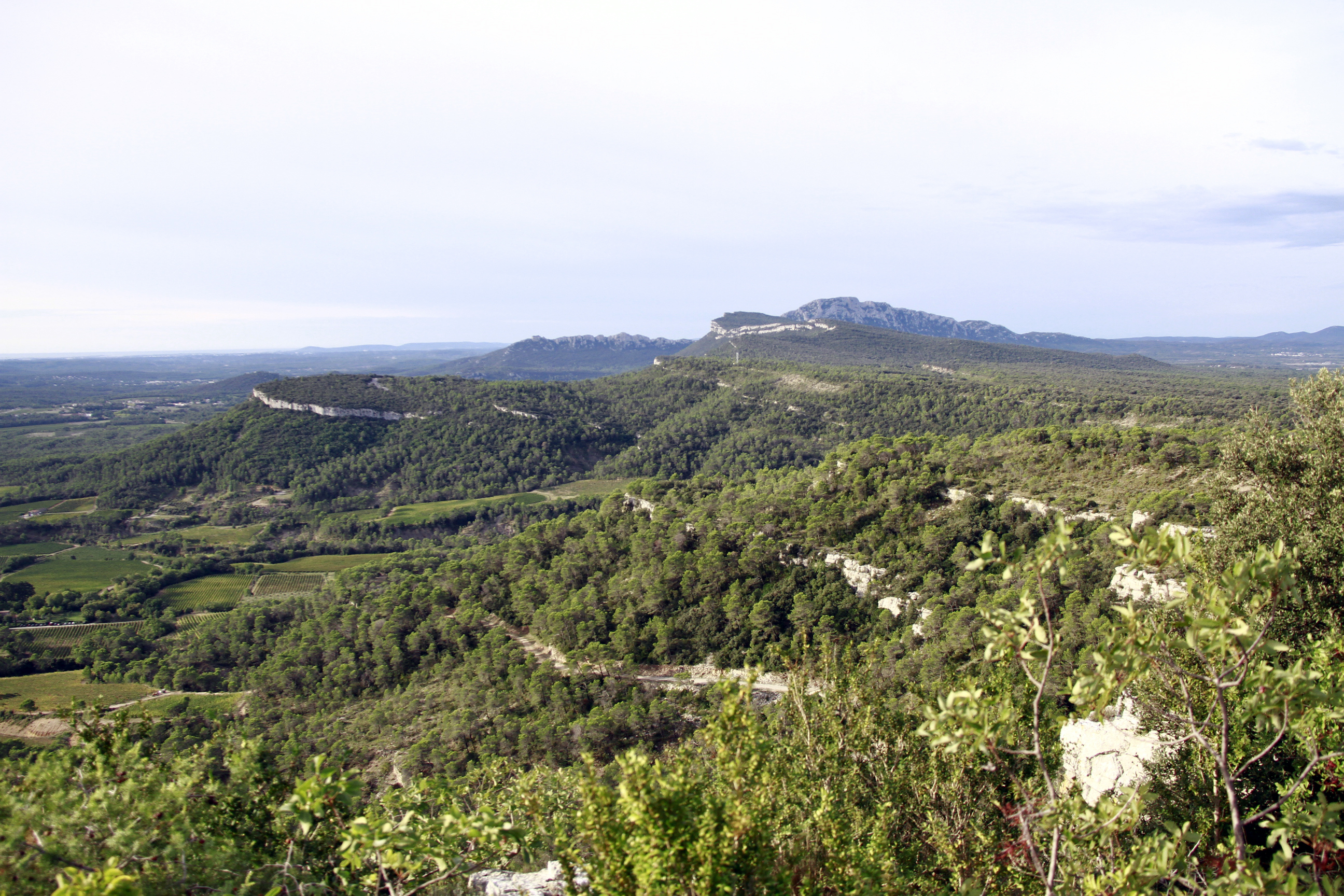
Umgebung des Oppidums Marane
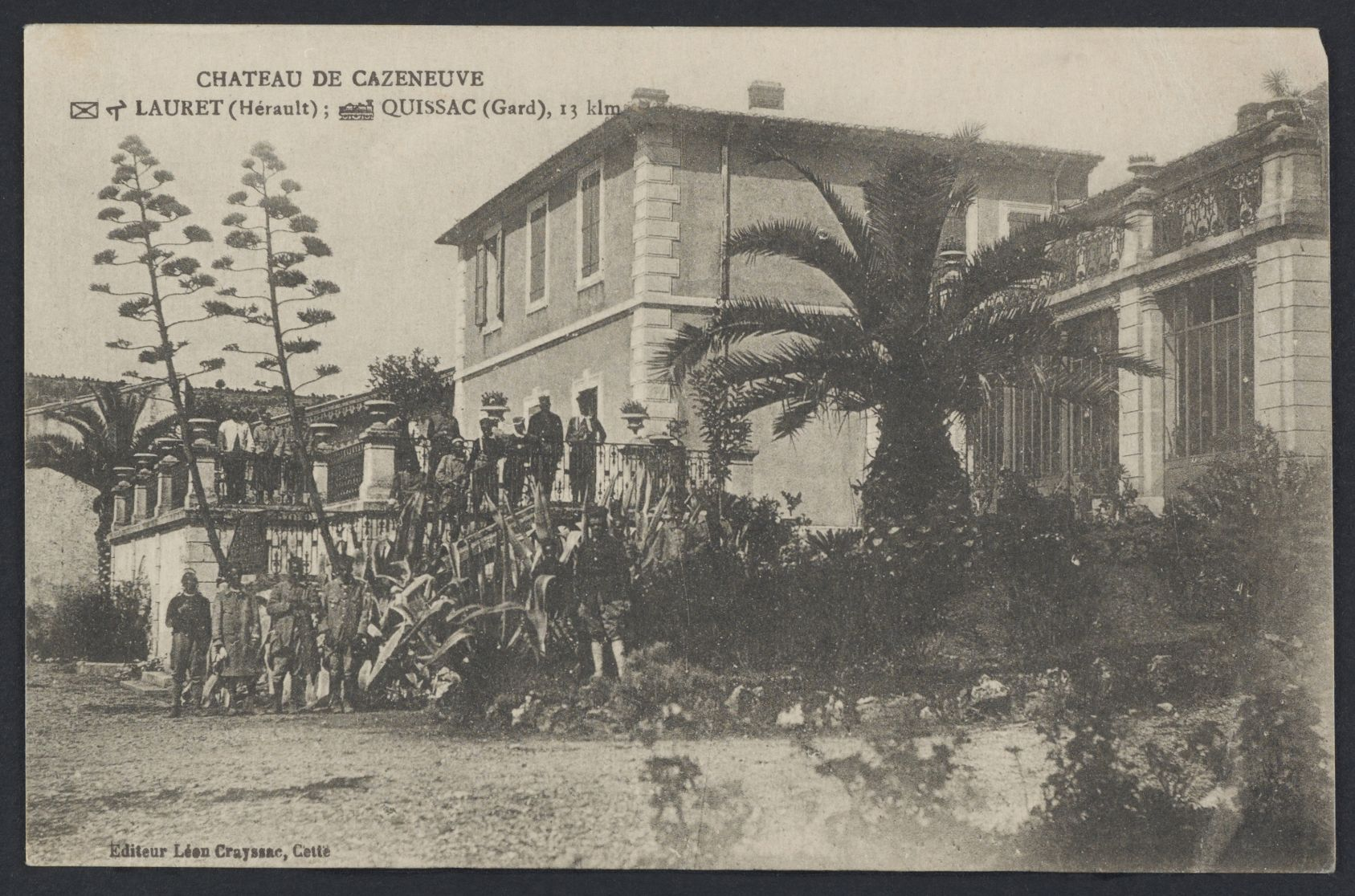
Alte Postkarte des Schlosses im Ortsteil Cazeneuve